# Kurt Andersen
Kurt Andersen (2 de Outubro de 1898 - 9 de Janeiro de 2003) foi um oficial alemão que serviu na  durante a Segunda Guerra Mundial. Foi condecorado com a Cruz de Cavaleiro da Cruz de Ferro.